# Habenaria subaequalis
Habenaria subaequalis är en orkidéart som beskrevs av Victor Samuel Summerhayes. Habenaria subaequalis ingår i släktet Habenaria och familjen orkidéer.
Artens utbredningsområde är Zimbabwe. Inga underarter finns listade i Catalogue of Life.